# Cyne baetorta
Cyne baetorta är en tvåhjärtbladig växtart som beskrevs av B.A. Barlow. Cyne baetorta ingår i släktet Cyne och familjen Loranthaceae. Inga underarter finns listade i Catalogue of Life.